# Носна кост
Носна кост (лат. os nasale) је парна кост лица, која гради корен носа. Она има облик правоугаоне коштане плочице, па јој се описују две стране (предња и задња) и четири ивице (горња, доња, спољашња и унутрашња). Десна и лева носна кост су постављене испред предњег отвора носне дупље и граде његову горњу ивицу.
Предња страна ове кости је поткожна, има испупчен облик и на њој се налазе отвори (лат. foramina nasalia) кроз који пролазе крвни судови и живци. Задња страна је удубљена и учествује у изградњи крова носне дупље. На њој се налази ситасти жлеб, дуж кога пролази истоимени живац.
Горња ивица је храпава и зглобљава се са чеоном кости, док је доња ивица слободна. Унутрашњом ивицом носна кост се спаја са истоименом кости супротне стране, а преко спољашње остварује контакт са чеоним наставцима горње вилице.